# Melitta Sollmann
Melitta Sollmann est une lugeuse est-allemande née le 20 août 1958 à Gotha. Elle est notamment médaillée d'argent olympique en 1980.

## Palmarès

### Jeux olympiques
- Médaille d'argent en luge simple aux Jeux olympiques d'hiver de 1980 à Lake Placid

### Championnats du monde
- Médaille d'or en luge simple en 1979 à Königssee
- Médaille d'or en luge simple en 1981 à Hammarstrand
- Médaille d'argent en luge simple en 1983 à Lake Placid

### Coupe du monde
- 6 podiums individuels : 
  - en simple : 3 victoires, 3 deuxièmes places.

### Championnats d'Europe
- Médaille d'or en luge simple en 1979 à Oberhof
- Médaille d'or en luge simple en 1980 à Olang
- Médaille de bronze en luge simple en 1982 à Winterberg